# 人工智能行动峰会
人工智能行动峰会（英語：AI Action Summit）于2025年2月10日至11日在法国巴黎大皇宫举行。该峰会由法国和印度联合主持。2025年人工智能行动峰会是继2023年在英国布莱切利园举办的人工智能安全峰会和2024年在韩国举办的人工智能首尔峰会之后的又一重要会议。 
中共中央政治局委员、国务院副总理张国清出席了此次人工智能（AI）行动峰会。斯坦福大学人工智能研究所（The Stanford HAI）联合主任李飞飞博士为大会致开幕词。
美联社指出，此次峰会凸显了欧、中、美之间的人工智能战略性分歧：欧洲推动监管和投资，中国通过国家支持的巨头来推动AI产业发展，美国则加快推行不干涉的自由市场方式。

## 背景
2023年人工智能安全峰会有29个政府代表和少数几家人工智能公司的高层出席，而2025年巴黎人工智能峰会则邀请了来自90个国家的与会者，并吸引了1,000多名来自私营部门和民间社会的代表参与。 
与首次峰会不同，2025年的会议故意减少了对人工智能安全的关注，这一点在峰会名称中尤为明显，采用了“行动”一词代替。2025年人工智能行动峰会的主要焦点是释放人工智能所带来的经济机遇。 

## 会议安排

### 第 1 天

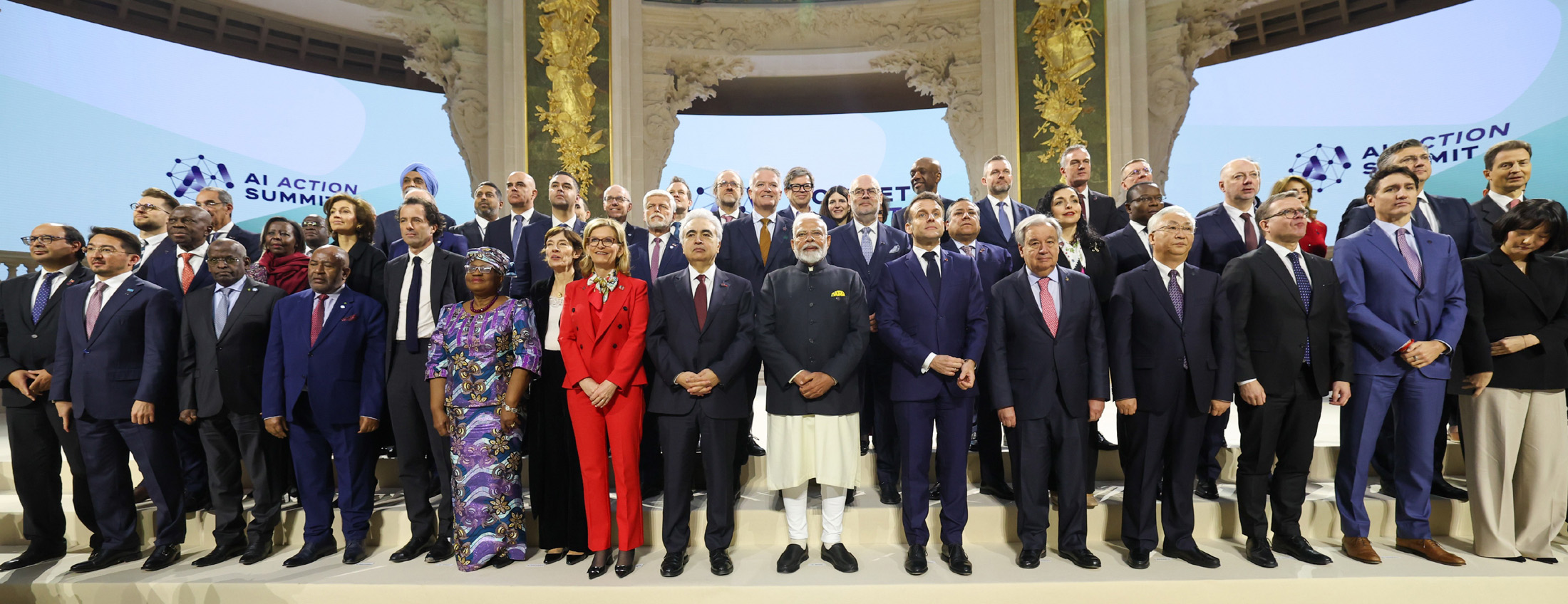
2025年2月11日，世界各国领导人出席巴黎人工智能行动峰会

法国特使安妮·布维罗（Anne Bouverot）在开幕致辞中将“人类失去对人工智能控制的可能性”视为“科幻小说”。她的讲话更侧重于人工智能对环境的影响，并警告称，人工智能的开发和应用需要大量的能源和资源，若按当前的发展轨迹推进，其可持续性将受到严重挑战。 
UNI全球联盟秘书长克里斯蒂·霍夫曼（Christy Hoffman）认为，“人工智能推动的生产力增长有可能使该技术成为另一个不平等的引擎，进一步给我们的民主带来压力”。 

### 第 2 天
国家元首和政府首脑峰会于2月11日在大皇宫举行全体会议。印度总理纳伦德拉·莫迪在会上强调，必须“实现技术民主化”，并确保“所有人，特别是发展中国家，都能享受技术带来的利益”。 
美国副总统JD·万斯警告称，过度监管可能会扼杀一个刚刚起步的变革性行业。 

## 结果
来自法国、中国、印度等58个国家签署了《关于为人类和地球建设包容和可持续的人工智能的声明》。该声明概述了若干关键原则，包括：确保人工智能的可及性，克服数字鸿沟；发展开放、透明、道德、安全和值得信赖的人工智能；避免市场集中度过高，促进创新；推动人工智能对劳动力市场的积极影响；确保人工智能的可持续发展；以及促进国际合作与治理。 
美国和英国未签署该包容和可持续人工智能宣言。英国政府在一份简短声明中表示，该国际协议在定义人工智能的全球治理以及应对其对国家安全潜在威胁方面尚显不足。 

## 签署国名单
签署包容和可持续人工智能声明的国家名单（按字母顺序排列）： 
- 亚美尼亚
- 澳大利亚
- 奥地利
- 比利时
- 巴西
- 保加利亚
- 柬埔寨
- 加拿大
- 智利
- 中国
- 克罗地亚
- 塞浦路斯
- 捷克
- 丹麦
- 吉布提
- 爱沙尼亚
- 芬兰
- 法国
- 德国
- 希腊
- 匈牙利
- 印度
- 印度尼西亚
- 爱尔兰
- 意大利
- 日本
- 哈萨克斯坦
- 肯尼亚
- 拉脱维亚
- 立陶宛
- 卢森堡
- 马耳他
- 墨西哥
- 摩纳哥
- 摩洛哥
- 新西兰
- 尼日利亚
- 挪威
- 波兰
- 葡萄牙
- 罗马尼亚
- 卢旺达
- 塞内加尔
- 塞尔维亚
- 新加坡
- 斯洛伐克
- 斯洛文尼亚
- 南非
- 韩国
- 西班牙
- 瑞典
- 瑞士
- 泰国
- 荷兰
- 阿联酋
- 乌克兰
- 乌拉圭
- 梵蒂冈

其他签署方包括以下国际机构和研究机构： 
- 拉丁美洲互联网协会（Latin American Association on Internet）
- 非盟委员会
- BEUC 欧洲消费者组织 （BEUC The European Consumer Organisation）
- 民主与科技中心（Center for Democracy and Technology）
- 欧洲委员会
- 欧盟委员会（及 27 个成员国）
- Hugging Face
- 法国国家信息和自动化研究所
- 高等研究院（Institute of Advanced Study）
- 经合组织
- 人工智能伙伴关系（Partnership on AI）
- 巴黎政治学院
- 联合国